# Take Your Chance (canción)
«Take Your Chance» (en español: Aprovecha tu oportunidad) es una canción de eurodance de la banda alemana Fun Factory, lanzada el 6 de agosto de 1994 como el cuarto sencillo de su álbum debut: NonStop.
Alcanzó el número 18 en Alemania, el 35 en Suecia y el número 5 en la canadiense RPM Dance Chart.

## Letra
La canción fue escrita por Bülent Aris, Toni Cottura, Rodney Hardison y Rainer Kesselbauer.

Take your chance!
Bring your life up to the top and you never ever stop
And you try to do it right, you better take your chance
And luck will always be around
Keep your feet down on the ground and you will never be alone
¡Aprovecha tu oportunidad!
Lleva tu vida a la cima y nunca te detengas
Y trata de hacerlo bien, será mejor que te arriesgues
Y la suerte siempre estará cerca
Mantén los pies en el suelo y nunca estarás solo

## Crítica
Music & Media escribió sobre la canción: «En una profecía de tipo doom de 1984, todo el mundo dice que el final del eurodance está cerca y todos los involucrados deben cambiar su curso musical. Aquí, los ajustes son la presencia de rap y ritmos de raggamuffin».

## Videoclip
El video musical fue dirigido por Steve Willis y se lanzó en el verano boreal de 1994.
Marie-Anett Mey canta sobre un avión ligero, la banda viaja en un Chevrolet Camaro y se reúne con ella en una escuela de paracaidismo. El grupo canta, en blanco y negro se muestra como entrenan, mientras bailarinas con trajes futuristas acompañan vistosamente. Finaliza con toda la banda practicando caída libre desde la avioneta.
El videoclip fue subido a YouTube de manera oficial, recién en agosto de 2015 y contaba más de 2.5 millones de reproducciones en junio de 2021.

## Posición en listas
| Lista (1994)                          | Máxima posición |
| ------------------------------------- | --------------- |
| RPM)                                  | 5               |
| Europa (Eurochart Hot 100)            | 79              |
| Alemania (Offizielle Deutsche Charts) | 18              |
| Suecia (Sverigetopplistan)            | 35              |
| Suiza (Schweizer Hitparade)           | 37              |
| Estados Unidos (Billboard Hot 100)    | 88              |

| Lista (1995)             | Posición |
| ------------------------ | -------- |
| Canadá (Dance chart RPM) | 41       |